# سان چساریو دی لچه
سان چساریو دی لچه (به ایتالیایی: San Cesario di Lecce) یک کومونه در ایتالیا است که در استان لچه واقع شده‌است. سان چساریو دی لچه ۷ کیلومتر مربع مساحت و ۸٬۱۵۴ نفر جمعیت دارد و ۴۲ متر بالاتر از سطح دریا واقع شده‌است.